# Station Biskupiec Reszelski
Station Biskupiec Reszelski is een spoorwegstation in de Poolse plaats Biskupiec aan de lijn van Czerwonka naar Ełk. Tot 1992 was er ook een spoorverbinding met Szczytno.
Sinds 2010 is het station gesloten voor passagiersverkeer. Tussen Czerwonka en Biskupiec Reszelski wordt de lijn nog gebruikt voor goederenvervoer van een spaanplaatfabriek in Biskupiec Reszelski.